# Valérie Rossi (femme politique française)
Ne doit pas être confondu avec Valérie Rossi (femme politique monégasque).
Pour les articles homonymes, voir Rossi.
Valérie Rossi, née le 5 juin 1964 à Marseille, est une femme politique française, élue députée des Hautes-Alpes en juillet 2024.

## Biographie
En 2001, Valérie Rossi est élue maire de Puy-Sanières, sous l'étiquette du PRG. Elle est réélue maire à deux reprises, en 2008 et 2014, avant de se retirer en 2020.
En 2014, elle figure en quatrième position sur la liste PS-PRG de Vincent Peillon aux élections européennes dans la circonscription Sud-Est, un siège réservé au Parti radical de gauche auquel elle appartient. La liste n'obtient cependant que deux élus au Parlement européen. L'année suivante, elle est candidate sur la liste socialiste aux élections régionales en Provence-Alpes-Côte d'Azur, qui n'obtient aucun élu en se retirant du deuxième tour pour faire barrage au Front national.
Lors des élections départementales de 2015, Valérie Rossi est élue conseillère départementale du canton de Chorges — au côté de Joël Bonnaffoux — avec 51,69 % des voix face à un binôme de droite. Leur duo d'union de la gauche est reconduit sans opposition lors des élections de 2021,.
Parallèlement à ses mandats locaux, Valérie Rossi est pendant neuf années la collaboratrice parlementaire des députés de la 2e circonscription des Hautes-Alpes, Joël Giraud et sa suppléante Claire Bouchet, le remplaçant après sa nomination au gouvernement.
À l'occasion des élections législatives de 2024, Valérie Rossi est candidate du Nouveau Front populaire dans la 2e circonscription des Hautes-Alpes. Au premier tour, elle réunit 32,7 % des suffrages et arrive en deuxième position derrière Louis Albrand du Rassemblement national (33,88 %). Le candidat du PRV, membre d'Ensemble, Sébastien Fine, arrivé en troisième place avec 26,7 % des voix, se retire et appelle à voter pour Valérie Rossi. Elle est élue députée au second tour avec 56,35 % des voix.

## Synthèse des résultats électoraux

### Élections départementales
| Année | Parti | Parti | Canton  | 1er tour | 1er tour | 1er tour | 2d tour | 2d tour | 2d tour |
| Année | Parti | Parti | Canton  | Voix     | %        | Rang     | Voix    | %       | Issue   |
| ----- | ----- | ----- | ------- | -------- | -------- | -------- | ------- | ------- | ------- |
| 2015  |       | UG    | Chorges | 2 166    | 44,62    | 1er      | 2 564   | 51,69   | Élue    |
| 2021  | 2 750 | UG    | Chorges | 100,00   | Élue     |          |         |         |         |

### Élections législatives
| Année | Parti | Parti  | Circonscription     | 1er tour | 1er tour | 1er tour | 2d tour | 2d tour | 2d tour |
| Année | Parti | Parti  | Circonscription     | Voix     | %        | Rang     | Voix    | %       | Issue   |
| ----- | ----- | ------ | ------------------- | -------- | -------- | -------- | ------- | ------- | ------- |
| 2024  |       | NFP-PS | 2e des Hautes-Alpes | 12 661   | 32,70    | 2e       | 20 509  | 56,35   | Élue    |